# 紀元前10世紀

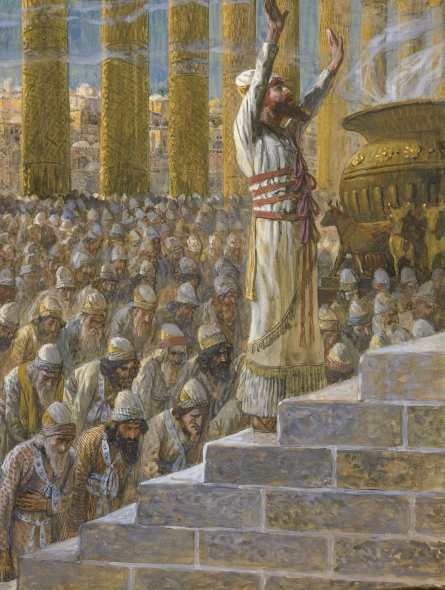
ソロモン王。ヘブライ人の王国に最盛期をもたらし、その知恵は後世高く評価された。画像はジェームズ・ティソによる歴史画「エルサレム神殿を奉献するソロモン王」（マンハッタンのユダヤ人博物館蔵）。

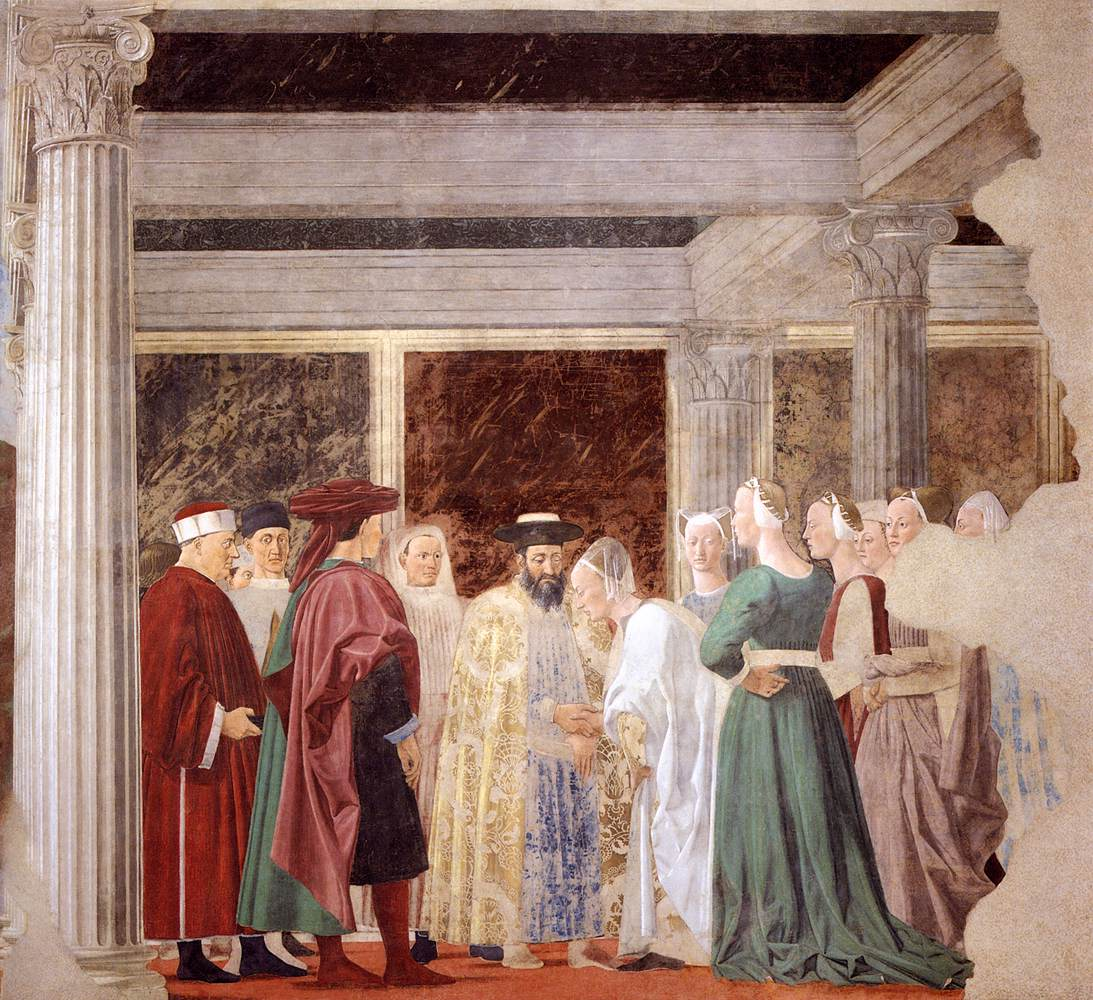
シバの女王。シバはイエメンかエチオピアに相当すると考えられ、この地と地中海東岸が紅海貿易で結ばれていたことを示す。
画像はピエロ・デラ・フランチェスカの「ソロモン王を訪問するシバの女王」（アレッツォの聖フランチェスコ聖堂フレスコ壁画）。

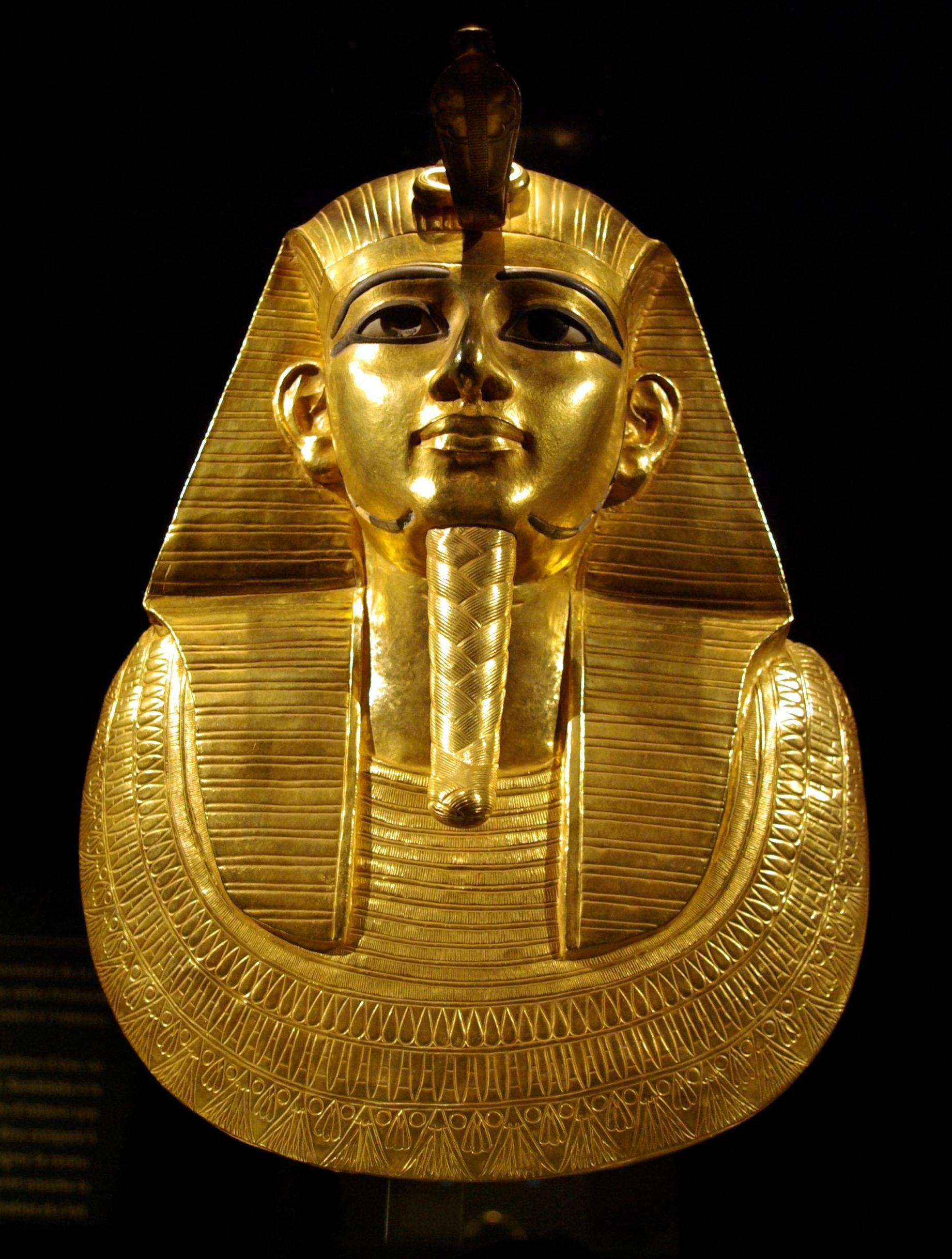
エジプト第21王朝の王プスセンネス1世。下エジプトのタニスを都とした第21王朝でこの王は半世紀近い治世を営んだ。またこの王の墓は古代エジプトを通じて唯一の未盗掘王墓だったことでも知られる。

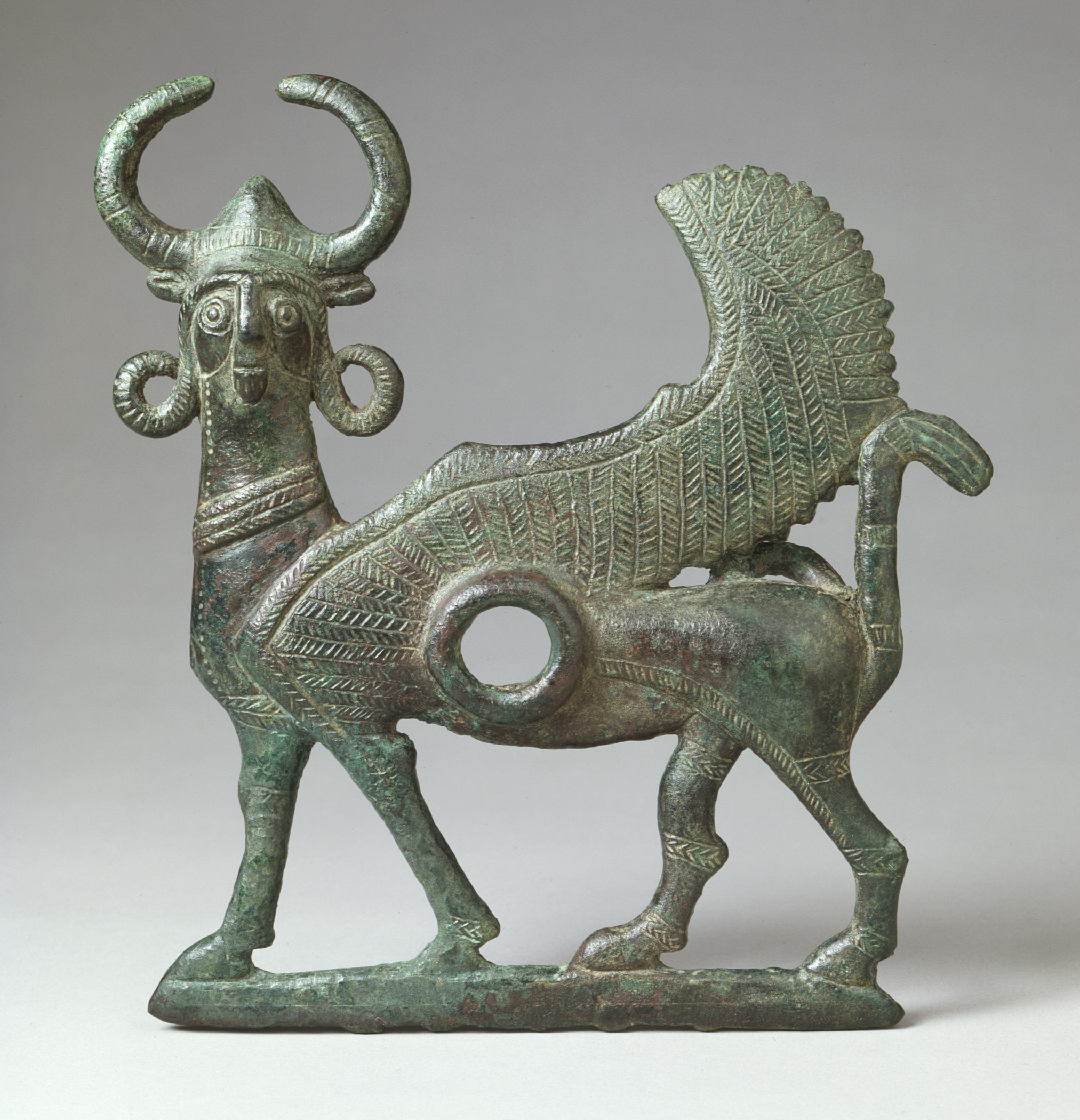
ルリスタン青銅器。紀元前10世紀頃からイラン西部で発達した青銅器で、動物文様を組み合わせた複雑な意匠で知られている。画像はロサンゼルス・カウンティ美術館蔵の人面有翼獣の青銅器。

紀元前10世紀（きげんぜんじっせいき）は、西暦による紀元前1000年から紀元前901年までの100年間を指す世紀。

## 出来事

### 紀元前1000年代
- 紀元前1000年頃
  - アーリア人がガンジス川流域に移動し、バラモン教が成立する（後期ヴェーダ時代）[1]。
    - インド南部で巨石文化が興る[2]。 インド亜大陸の各地に鉄器が普及[2]。
    - インド南部のタミルナードゥ州のアディチャナルール（英語版）遺跡の埋葬壺が作られ始める（ - 紀元前6世紀）。

  - イラン西部ザグロス山脈沿いのルリスタンで青銅器文化が展開。
    - 同時期にイラン北部カスピ海沿いのギーラーンでも「こぶ牛型形象土器」で知られるアムラシュ文化（英語版）が展開。

  - ハブール川沿岸にアラム系国家ビト・バヒアニの都グザナ（テル・ハラフ）が建設される。
  - ギリシアのエウボイア島のレフカンディ（英語版）遺跡のヘローン（英語版）（英雄廟）が建てられる。
  - イタリアでエトルリア人によるヴィッラノーヴァ文化（英語版）が展開。
  - スペイン・バレンシア地方で「ビリェーナの遺宝（英語版）」が埋蔵される。
  - ドイツで「エーベルスヴァルデの遺宝（英語版）」が埋蔵される。
  - ドイツで「ベルリンの黄金帽（英語版）（ベルリン新博物館（ノイエス・ムゼウム）蔵）」が作られる。
  - イギリスのヒルフィギュア「アフィントンの白馬（英語版）」が作られる。
  - ナイジェリアのノク文化が始まる（ - 紀元前500年頃）。
  - メキシコ湾岸の熱帯低地（現ベラクルス州サン・ロレンソ）で大がかりな建築物や石の彫刻の技術を持った農耕民達によるオルメカ文化の繁栄が続く。
  - メキシコ南東部タバスコ州のアグアダ・フェニックス(Aguada Fénix)遺跡の基壇部分（南北1.4km×東西0.4km）が建設される（ - 紀元前800年頃）。
  - 中央ユーラシアのシベリアからモンゴルにかけては青銅器時代。
    - この時期「鹿石」の名で知られる巨石記念物が各地で造営される。エルデンツォクト遺跡や、ジャルガランティンアム遺跡などが有名。

  - ベトナム中部では、鉄器を用いるサフィン文化（英語版）（沙黄文化）が成立する（ - 紀元後200年）。
  - 日本の縄文時代晩期の始まり( - 紀元前300年頃）。
    - 代表は青森県つがる市の亀ヶ岡遺跡。富山県魚津市で発見された魚津埋没林はこの時代のもの。
    - 小寒冷期が到来し、「弥生海退」と呼ばれる海水面の低下が見られる。

  - 統一イスラエル王国でダヴィデ王がヘブロンで即位。
    - 彼はペリシテ人を破ってこれを配下に納め、領土を南はエジプトの境界から北はユーフラテスの川岸にまで広げる。

### 紀元前990年代
- 紀元前993年頃 - ダヴィデ王がヘブロンからエルサレム（ダヴィデの町）に遷都。
- 紀元前991年頃 - エジプト第21王朝の王プスセンネス1世が死去。この王墓は古代エジプトで唯一の無盗掘の王墓であった。

### 紀元前980年代
- 紀元前985年頃 - 周の昭王が南方巡狩で消息不明になる（楚との戦いで死亡した）。穆王が即位。

### 紀元前970年代
- 紀元前971年頃 - 統一イスラエル王国でソロモン王が即位。その治世でエルサレム神殿を建立。

### 紀元前950年代
- 紀元前950年頃 - 死者の書『グリーンフィールド・パピルス（英語版）』（大英博物館蔵）が作られる（ - 紀元前930年）。
  - 女性神官ネシタネベトイシェルウに捧げられたもので、現存する古代エジプト最長の死者の書。メジェド神が記載されていることでも有名。

### 紀元前940年代
- 紀元前945年頃 - リビア人傭兵の子孫であるシェションク1世がエジプト第22王朝を開く。
  - 都はタニスで、女神バスト信仰の中心であったブバスティスも繁栄した。
  - アメン大司祭職に息子のイウプト（英語版）をつけ、エジプトを統一。
- 紀元前940年 - 周の穆王が死去し、共王が即位。
  - 穆王の時代に建国以来の周の歴代王の名称が書かれた「史墻盤（中国語版）」が作られる。

### 紀元前930年代
- 紀元前934年頃 - アッシリア王アッシュール・ダン2世の即位。「中アッシリア」から「新アッシリア」への移行期。
- 紀元前930年頃
  - ソロモン王の死後、統一イスラエル王国が北のイスラエル王国と南のユダ王国に分裂する。
  - スパルタが建国される。

### 紀元前920年代
- 紀元前928年頃 - 周の共王が密康公を滅ぼす。
- 紀元前925年頃 - エジプト王シェションク1世によるエルサレム神殿の略奪。
  - この王は『旧約聖書』の「歴代誌」「列王記」に記載されているシシャク王に比定されている。

### 紀元前910年代
- 紀元前911年 - アッシリア王アダド・ニラリ2世の即位。この時期から「新アッシリア」と呼ばれる。
  - アダド・ニラリ2世の治世から紀元前7世紀半ばのアッシュルバニパルの治世までの完全なリンム表（一年任期で交代するリンム職の名前を記したリスト）が残されており、古代オリエント史において正確に編年を復元できる最初の年はアダド・ニラリ2世の治世第1年（紀元前911年）である。
- 弥生時代の始まりが紀元前10世紀である可能性がある。国立歴史民俗博物館の研究グループが、九州北部の遺跡から出土した弥生時代早期の土器に付着していた煮焦げなどの炭化物の放射性炭素年代測定の結果、通説より500年遡ることが裏付けられたと発表した。

## 人物

### ギリシア
- エウリュステネス - アギス朝の初代スパルタ王（在位前930年頃）
- アギス1世 - アギス朝のスパルタ王（在位前930年頃 - 前900年頃）

### オリエント
- ダヴィデ - 古代イスラエル王（在位前1000年頃 - 前962年頃）
- ソロモン - 古代イスラエル王（在位前971年頃 - 前931年頃）
- ビルキス（バルキス） - シバの女王（イエメン説）（ソロモン王と同世代）
- マケダ（マーキダ） - シバの女王（エチオピア説）（ソロモン王と同世代）
- ヒラム - ティルスの王（在位前980年頃 - 前947年頃）・ソロモンの協力者
- レハブアム - ユダ王国の初代の王（在位前922年 - 前915年）・ソロモンの子
- ヤロブアム1世 - イスラエル王国の初代の王（在位前922年 - 前901年）
- プスセンネス1世 - エジプト第21王朝の王（在位前1039年頃 - 前991年頃）
- プスセンネス2世 - エジプト第21王朝の王（在位前959年頃 - 前945年頃）
- シェションク1世 - エジプト第22王朝の王（在位前945年頃 - 前922年頃）
- ゾロアスター - イランの宗教家（前10世紀説から前6世紀説まである）

### 中国
- 康王（? - 前993年?） - 周王朝第3代王（在位前1002年? - 前993年?）
- 昭王（? - 前985年?） - 周王朝第4代王（在位前993年? - 前985年?）
- 穆王（? - 前940年?） - 周王朝第5代王（在位前985年? - 前940年?）
- 共王（? - 前903年?） - 周王朝第6代王（在位前940年? - 前903年?）

## 技術・社会
- 日本列島では、縄文時代の晩期には北九州・近畿にまで水田農耕が定着していったとされる。紀元前10世紀中頃の北部九州玄界灘沿岸地域の平野部で稲作が始まっていたことが確認されている[3]。